# Arlebosc
Arlebosc é uma comuna francesa na região administrativa de Auvérnia-Ródano-Alpes, no departamento de Ardèche. Estende-se por uma área de 12,35 km². Em 2010 a comuna tinha 333 habitantes (densidade: 27 hab./km²).